# Za Czarną Rzeką
Za Czarną Rzeką (Beyond the Black River) – opowiadanie Roberta E. Howarda z gatunku magii i miecza opublikowane w maju i czerwcu 1935 roku w czasopiśmie "Weird Tales".
Jest czternastą częścią cyklu opowiadań fantasy tego autora, których bohaterem jest potężny wojownik ery hyboryjskiej – Conan z Cymerii. Treścią opowiadania jest pobyt Conana na pograniczu aquilońsko-piktyjskim.

## Fabuła
Conan wstępuje do strzegących kolonizowanych obszarów pogranicza piktyjskiego wojsk bythuńskich, będących na służbie królestwa Aquilonii. Od pewnego czasu wśród Piktów działa szaman Zogar Sag, gromadzący wokół siebie kolejne plemiona. W trakcie jednego z patroli Conan spotyka Balthusa, młodego osadnika, wspólnie z którym walczy z Piktami. Balthus dołącza też do oddziału, z którym Conan wyrusza by zabić Zogar Saga. Jednak wyprawa kończy się fiaskiem, oddział wpada w pułapkę, zaś Balthus dostaje się do niewoli i ma być złożony w ofierze jednemu z pradawnych stworów, które przywołał Zogar Sag. Ratuje go Conan i wspólnie wyruszają, aby ostrzec osadników przed wyruszającą ku nim inwazją Piktów. Spóźniają się jednak i aby ocalić osadników, Balthus staje samotnie do walki, zabijając wielu Piktów. Ostatecznie ginie, lecz osadników udaje się ewakuować dzięki Conanowi. 

## Publikacje
Pierwszy raz opowiadanie Za Czarną Rzeką wydrukowane zostało w magazynie Weird Tales, w dwóch częściach – w maju i czerwcu 1935. W wersji książkowej po raz pierwszy opowiadanie pojawiło się w zbiorku King Conan w 1953.

## Adaptacje
Komiks na podstawie Za Czarną Rzeką ukazał się w 1978 w ramach serii The Savage Sword of Conan wydawnictwa Marvel Comics. Autorem scenariusza był Don Glut, zaś rysunków John Buscema.